# Childe Hassam

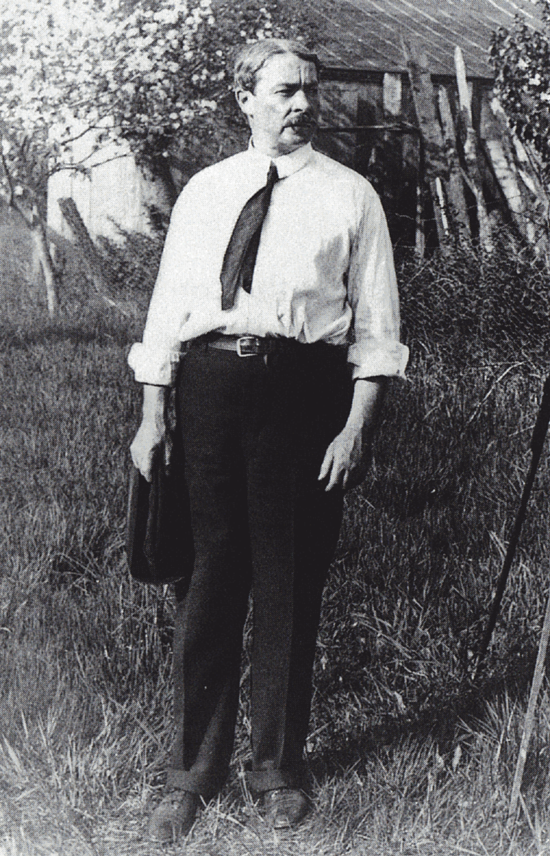
Childe Hassam, 1903 in Old Lyme

Frederick Childe Hassam (* 17. Oktober 1859 in Dorchester, Massachusetts; † 27. August 1935 in East Hampton auf Long Island, New York) war ein amerikanischer Maler des Impressionismus.

## Leben
Childe Hassam war bereits in seiner Jugend ein begeisterter Zeichner und Aquarellmaler. Bereits nach einem Jahr brach er 1877 die Highschool ohne Abschluss ab und nahm Arbeit in der Buchhaltung eines Verlagshauses an. Als junger Mann arbeitete er mit Holzschnitten und etablierte sich als freischaffender Illustrator für Zeitschriften wie Century Magazine, Harper's und Scribner's. Nebenbei wurde er von dem amerikanischen Maler und Bildhauer William Rimmer im Zeichnen und Malen unterrichtet. Im Jahr 1878 besuchte er die Abendschule im Boston Arts Club und am Lowell Institute. Es entstanden erste Landschaftsbilder im naturalistischen Stil, die vorwiegend Boston und die nähere Umgebung (Gloucester) zeigten. Hassams erste Einzelausstellung fand 1882 statt und beinhaltete etwa 50 Aquarelle, die größtenteils Strandszenen von Nantucket zeigten.

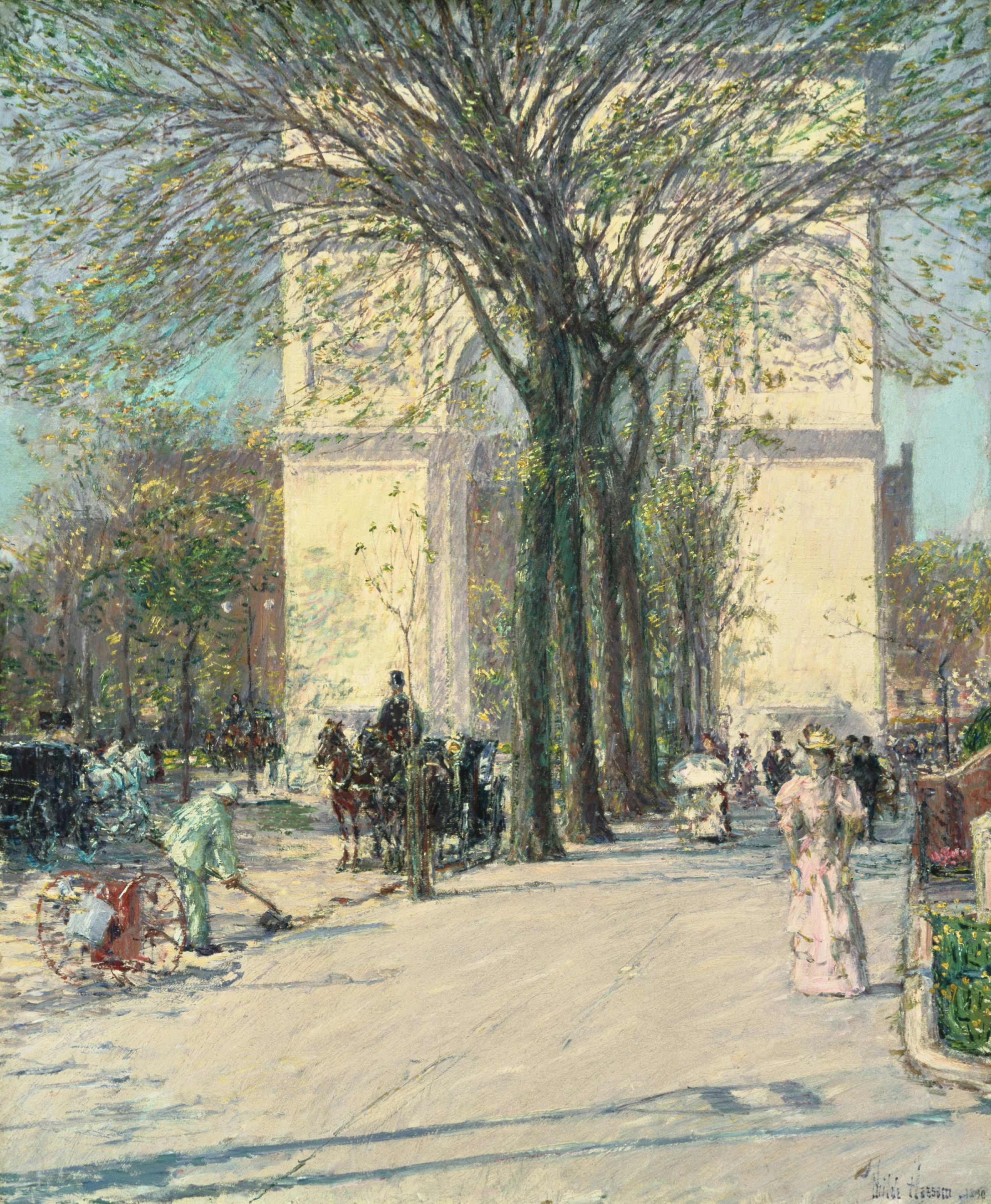
Childe Hassam: Washington Arch, Spring (Washington Arch in New York im Frühling, 1890)

Im Sommer 1883 reiste Hassam das erste Mal nach Europa und besuchte Italien, Frankreich, die Niederlande, Spanien und Großbritannien. Großen Eindruck übten die Aquarelle von William Turner auf Hassam aus. 1884 stellte Childe Hassam 67 Aquarelle seiner Europareise in Boston aus.
1884 heiratete er Kathleen Maud Doane (1862–1946). Die Ehe blieb kinderlos. In New York sah er 1886 die Ausstellung von französischen Impressionisten und reiste im gleichen Jahr nach Paris, wo er die nächsten drei Jahre blieb. In Paris studierte Hassam an der Académie Julian, wo er unter anderem von Gustave Boulanger und Jules-Joseph Levebre unterrichtet wurde. In Boston erschienen in dieser Zeit mehrere Bücher, zu denen er Illustrationen beisteuerte; Auktionen seiner Werke finanzierten den Parisaufenthalt. 1887 stellte er das erste Mal im Pariser Salon aus und nahm 1889 an der Weltausstellung teil, wo er mit einer Bronzemedaille ausgezeichnet wurde. Im gleichen Jahr kehrte er nach Amerika zurück und zog nach New York um.

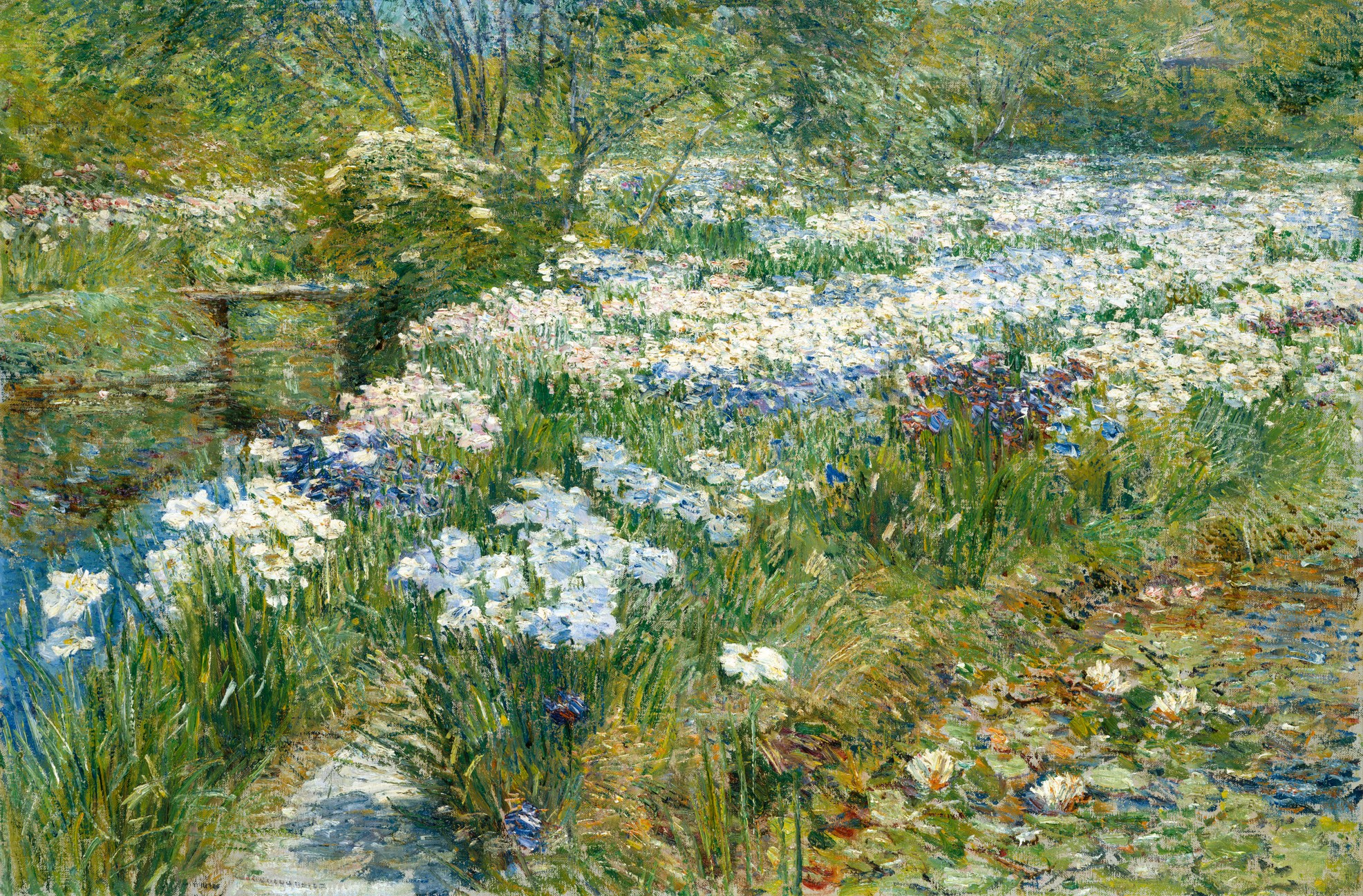
Childe Hassam: The Water Garden (Der Wassergarten, 1909, vermutlich in East Hampton gemalt)

1897 trat Hassam aus der Society of American Artists aus und gründete mit John Henry Twachtman und Julian Alden Weir die Künstlervereinigung Ten American Painters, genannt The Ten. Hassam wurde der führende Vertreter des amerikanischen Impressionismus. Seine Stadtansichten vom Washington Square und der Fifth Avenue waren ebenso wie die Landschaftsansichten von Gloucester, den Shoals-Inseln und anderen Motiven beim Publikum erfolgreich. Seit 1898 war er Mitglied des National Institute of Arts and Letters. 1906 wurde Hassam zum Mitglied (NA) der National Academy of Design gewählt.
Es folgten weitere Reisen nach Europa und innerhalb der USA. 1916 begann Hassam eine Serie von Bildern mit Flaggen-Motiven, mit denen er für den Eintritt der USA in den Ersten Weltkrieg warb.
Bereits zu Lebzeiten kaufte das Metropolitan Museum of Art in New York 1909 eines seiner Bilder an.
1919 siedelte Hassam nach East Hampton auf Long Island/New York über, wo er 1935 starb und auf dem Cedar Lawn Cemetery bestattet wurde.